# Каринола
Каринола (итал. Carinola) — коммуна в Италии, располагается в регионе Кампания, в провинции Казерта.
Население составляет 8164 человека (на 2004 г.), плотность населения составляет 128 чел./км². Занимает площадь 63 км². Почтовый индекс — 81030. Телефонный код — 0823.